# Distretto di Sidi Djillali
Il distretto di Sidi Djillali è un distretto della provincia di Tlemcen, in Algeria.

## Comuni
Il distretto di Sidi Djillali comprende 2 comuni:
- Sidi Djillali
- El Bouihi